# Mr Puaz
Joel Vicent Joseph, znany jako Mr Puaz (ur. 31 marca 1985 w Aruszy) – tanzański piosenkarz, autor piosenek i menedżer talentów w Tanzanii. Jest znany z debiutanckiego singla „Usiku Wa Leo”, który został wydany w 2015 roku pod nazwą „Nipo Salama”. Został nazwany „Obiecującym aktem do obejrzenia” przez Tanzania Vibe Magazine Awards w 2015 roku. został również wymieniony wśród najlepszych muzyków w Tanzanii przez BBC

## Dyskografia
Albumy
- Nipo Salama[4]

Single
- Usiku ￼ Wa Leo
- Kila Wakati
- Sweet baby
- Sambaza
- Tupo wote